# Каролина Гессен-Дармштадтская (1746—1821)
Каролина Гессен-Дармштадтская (нем. Karoline von Hessen-Darmstadt; 2 марта 1746, Бухсвиллер — 18 сентября 1821, Гомбург) — принцесса Гессен-Дармштадтская, в замужестве ландграфиня Гессен-Гомбургская. Сестра великой княгини Натальи Алексеевны.

## Биография
Каролина — старшая дочь ландграфа Гессен-Дармштадта Людвига IX и его супруги Генриетты Каролины Пфальц-Цвейбрюккенской, дочери пфальцграфа и герцога Кристиана III Цвейбрюккен-Биркенфельдского.
27 сентября 1768 года Каролина вышла замуж за ландграфа Гессен-Гомбургского Фридриха V. Брак был заключён исключительно по династическим и дипломатическим мотивам. Дед Каролины Людвиг VIII вместе с матерью Фридриха V исполнял обязанности регента Гессен-Гомбурга. Свадьба закрепила соглашение об отказе Гессен-Дармштадта от своих претензий на суверенную власть в Гессен-Гомбурге. Несмотря на большое количество детей, родившихся в браке, супруги оставались чужими друг другу.

## Потомки
- Фридрих VI (1769—1829), ландграф Гессен-Гомбурга, женат на принцессе Елизавете Великобританской (1770—1840)
- Людвиг Вильгельм (1770—1839), женат на принцессе Августе Нассау-Узингенской, развёлся в 1805 году
- Пауль (1775—1776)
- Каролина Ульрика Луиза (1771—1854), замужем за Людвигом Фридрихом II Шварцбург-Рудольштадтским (1767—1807)
- Луиза Ульрика (1772—1854), замужем за принцем Карлом Гюнтером Шварцбург-Рудольштадтским (1771—1825)
- Амалия (1774—1846), замужем за наследным принцем Фридрихом Ангальт-Дессауским (1769—1814)
- Августа (1776—1871), замужем за наследным великим герцогом Фридрихом Людвигом Мекленбургским (1778—1819)
- Виктор (1778—1780)
- Филипп (1779—1846), женат морганатически на Антонии Потошниг (1806−1845), «графине Наумбургской»
- Густав (1781—1848), женат на принцессе Луизе Ангальт-Дессауской (1798—1858)
- Фердинанд (1783—1866), ландграф Гессен-Гомбурга
- Мария Анна (1785—1846), замужем за принцем Прусским Фридрихом Вильгельмом Карлом (1783—1851)
- Леопольд (1787—1813), погиб в битве при Лютцене